# REITTV – Das Pferde- und Reitsportmagazin
ReitTV – Das Pferde- und Reitsportmagazin ist eine Fernsehsendung auf dem deutschen Sportsender Sport1, die Beiträge zu verschiedenen Themen aus den Bereichen Reitsport und Umgang mit dem Pferd zeigt.

## Inhalte
ReitTV ist ein wöchentlich ausgestrahltes Pferde- und Reitsportmagazin. Die Erstausstrahlung fand am 12. November 2011 statt. Inhalte der Fernsehsendung sind Berichte über Championate wie das CHIO Aachen und Beiträge über Reitsportler, wie z. B. Alois Pollmann-Schweckhorst, Ingrid Klimke oder Reitmeister Klaus Balkenhol. Des Weiteren werden verschiedene Reitdisziplinen und Pferderassen vorgestellt. Die Moderatorin der Sendung ist Annica Hansen. Die Sendung REITTV ist aus dem Web-TV-Sender REITTV.de entstanden. Die Onlineplattform wurde bereits im Jahr 2008 von der Content One GmbH gegründet.